# Charles Powlett (3. książę Bolton)

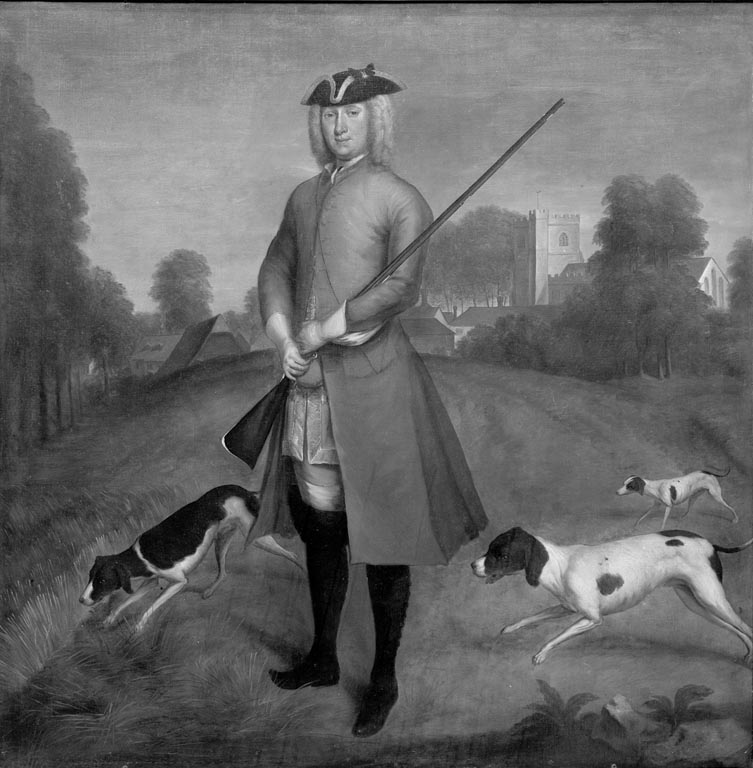
Książę Bolton

Charles Powlett (3 września 1685 w Chawton, 26 sierpnia 1754 w Royal Tunbridge Wells) – brytyjski arystokrata i polityk, najstarszy syn Charlesa Pauleta, 2. księcia Bolton i Frances Ramsden, córki Williama Ramsdena. Kształcił się w Enfield School.
Jako polityk związał się, podobnie jak ojciec, z partią wigów. Z ich ramienia był członkiem Parlamentu z okręgu Lymington (1705-1708), Hampshire (1708-1710) i Carmarthenshire (1715-1717). 12 kwietnia 1717 r. król Jerzy I Hanowerski nadał mu tytuł 1. barona Pawlet de Basing, dzięki czemu Pawlett mógł zasiąść w Izbie Lordów. Dodatkowo, po śmierci ojca w 1722 r. odziedziczył tytuły 2. księcia Bolton i 8. markiza Winchester.
Bolton pełnił również wiele innych funkcji:
- Lord Bedchamber w latach 1714–1722
- Lord Namiestnik Carmarthenshire w latach 1714–1727
- Strażnik New Forest w latach 1722–1733
- Lord Namiestnik Hampshire w latach 1722–1733
- Lord Namiestnik Dorset w latach 1722–1733
- Konstabl Twierdzy Tower w latach 1725–1726
- Lord Strażnik Królestwa w latach 1725–1726
- Gubernator Wyspy Wight w latach 1726–1733
- Lord Namiestnik Glamorganshire w latach 1729–1754

W 1733 r. Bolton utracił większość urzędów wskutek konfliktu z Dworem Królewskim. W następnych latach powrócił jednak do łask i otrzymał kolejne urzędy:
- Gubernator Wyspy Wight w latach 1742–1746
- Strażnik New Forest w latach 1742–1754
- Lord Namiestnik Hampshire w latach 1742–1754

1 czerwca 1725 r. Bolton wszedł w skład Tajnej Rady, a 10 października 1722 r. został kawalerem Orderu Podwiązki.
Książę osiągał również zaszczyty służąc w wojsku. Był m.in. pułkownikiem Niebieskiego Regimentu Gwardii Konnej w latach 1717–1733, zaś w 1745 r. został awansowany do rangi generała-porucznika. W związku z jakobickim powstaniem w Szkocji, które wybuchło w tym samym roku, Bolton wystał pieszy regiment, który pod księciem Cumberland walczył m.in. pod Culloden.
21 lipca 1713 r. poślubił lady Anne Vaughan (1690 – 20 września 1751), córkę Johna Vaughana, 3. hrabiego Carbery i lady Anne Saville, córki 1. markiza Halifax. Małżeństwo to nie doczekało się potomstwa i zakończyło się separacją.
W 1728 związał się z angielską aktorką Lavinią Fenton (1708 – 17 stycznia 1760), która zdobyła dużą popularność jako odtwórczyni głównej roli kobiecej Polly Peachum w Operze żebraczej wystawianej w Londynie. Kochankowie uciekli z Londynu i zamieszkali we Francji. Tam, po śmierci swojej żony, książę poślubił swoją wieloletnią kochankę 20 października 1751 r. w Akwizgranie. Mieli już w tym czasie troje dorosłych synów:
- Charles Powlett (1728 – 1809)[1]
- Percy Powlett
- Horatio Armand Powlett

Lady Louisa Stuart opisała księcia jako przystojnego i miłego libertyna, ale inne źródła przedstawiają Boltona jako osobnika o wątpliwej reputacji. Lord Hervey nazywa go wprost absolutnym głupkiem. Memoirs of the Reign of George II piszą, że był przyczyną problemów na Dworze, znienawidzony w kraju i skandaliczny w swoim regimencie. Większość źródeł zgadza się, że książę był słabego umysłu i pozbawiony własnego zdania.
Książę zmarł w wieku 68. lat i został pochowany w Basing. Tytuł barona Powlet of Basing wygasł wraz z jego śmiercią. Pozostałe tytuły przejął jego młodszy brat.